# ワトキンス・レポート
ワトキンス・レポートは、1956年（昭和31年）8月8日にアメリカのラルフ・J・ワトキンス率いるワトキンス調査団が建設省に提出した、日本の道路事情についての報告書である。正式名称は日本国政府建設省に対する名古屋・神戸高速道路調査報告書（にほんこくせいふけんせつしょうにたいするなごや・こうべこうそくどうろちょうさほうこくしょ）。

## 概要
日本国政府が、名神高速道路をはじめとする東京 - 神戸間の高速道路建設の調査のために招いた世界銀行のワトキンス調査団が発表した報告書である。経済調査報告書のお手本とも評されており、数十年経ってからも原文と翻訳文の双方とも再出版されている。一般的には、当時の日本の道路事情の劣悪さを指摘した報告書として知られている。
| 「日本の道路は信じ難い程悪い。工業国にしてこれ程完全にその道路網を無視してきた国は日本の他にない。」 “The roads of Japan are incredibly bad. No other industrial nation has so completely neglected its highway system.” — 武部健一、『道路の日本史』中公新書、188-189頁より引用 |

という冒頭の文言に象徴されるように、日本の道路事情について痛烈に批判している。
日本国政府が名神高速道路の建設を実施するにあたり、借款を世界銀行に融資を求めた際に、当時積極的に関わったのが電源開発総裁だった高碕達之助である。高碕の運動の甲斐もあって、世界銀行から派遣されてきた調査団の団長だったラルフ・J・ワトキンスは、ニューヨークのブルックリン研究所に所属していた経済学者である。ワトキンス以下6名の調査団は、1956年5月から80日にわたり調査を行い、「日本国政府建設省に対する名古屋・神戸高速道路調査報告書」が作成された。
調査報告書の内容は、「道路が悪いために輸送コストが高くつき、ひいては国際競争力を弱め、日本経済の発展を妨げている」と指摘した。またこの当時、東京 - 名古屋間の高速道路建設ルートの計画について、開発優先の中央道案（中央自動車道）と、経済効率優先の東海道案（東名高速道路）のどちらを選択するかで論争があったが、その比較については「比較すべき計画ではなく、それぞれ異なった根拠で有益である。」との見解を示した。
名神高速道路は東京 - 神戸間の高速道路の一部として必要不可欠であり、主に料金収入によって賄われ、4 - 6年程度で自立できるまでになるであろうとしたうえで、道路の建設を是とし、その建設費の一部に世界銀行が貸付を行うことを肯定するものであったが、その条件として当時の日本国政府に対しては、高速道路の有料制採用・道路特定財源制度の制定・道路行政の改革などを勧告しており、具体的には名神高速道路の道路予算を3倍増とすることを提言している。
また、1954年（昭和29年）に日本国政府により策定された「第一次道路整備五か年計画」についても言及しており、その計画規模が小さすぎることから、国民総生産（GNP）の2%程度を道路整備の財源にあてるべきで、東京 - 神戸間の高速道路を早急に建設する必要があると提言している。

## 指摘事項
ワトキンス・レポートの中では、当時の日本の道路についての重要な指摘を以下のような内容で記述している。
1. 日本の道路は信じがたいほどに悪い。工業国にしてこれほど完全にその道路網を無視してきた国は日本の他にない。
2. 道路網をおざなりにしてきたことは日本経済に重いコスト負担を課している。
3. 現行の道路整備五箇年計画は誠にささやかなものであって、道路網の甚だしい不備を是正するにははるかに足りない。
4. 日本において近代的道路をつくる補助的財政手段として有料制度は経済的見地からも望ましい。これは高速道路を早期に整備する方法としても望ましい。
5. 道路及び自動車に関する課税政策を更に改定することが日本の道路輸送の発達に必要である。

## 影響
日本国政府は、ワトキンス・レポートを受けて道路への投資額を大幅に拡大しており、ワトキンス調査団が初来日した1956年（昭和31年）当時の道路整備に対する支出ではGNPの0.7%に過ぎなかったが、その後10年足らずの間で2%台を突破し、その後も2%台が維持されることとなった。1969年（昭和44年）の東名高速道路の開通式に招待されて再来日したワトキンスは、日本の道路の急激な発展に驚いたといわれる。
報告書による具体的提言の一つに、名神高速道路着工に際して外国から高速道路建設経験のある技術専門家を雇うこととあり、建設を担当する日本道路公団はこの提言に従い、西ドイツから道路計画の専門家としてクサヘル・ドルシュ、アメリカ合衆国から土質・舗装の専門家としてポール・ソンデレガーを迎えている。日本の高速道路設計技術陣は、明治時代のお雇い外国人同様に、彼らの技術指導の恩恵を受けて学識と技術を高め、その後は全国に散らばって、各地の高速道路建設の計画を行っている。
また、元建設省・日本道路公団の高速道路設計技師で、工学博士だった武部健一は、ワトキンス・レポートによって「戦後日本の道路建設の必要性が、日本国民によってはじめて認知された」と著書『道路の日本史』の中で評した。ただし、戦後日本の道路整備が急速に促進されたのは、ワトキンス調査団の勧告がすべての原動力となったかのように思われがちであるが、それを受け入れる素地として、道路建設の必要性を訴えた実業家の田中清一と、道路特定財源制度の礎を築いた政治家の田中角栄と、二人の日本人の先見性と功績があったからこそ可能であったのだとも述べている。